# مو لويس
مو لويس (بالإنجليزية: Mo Lewis)‏ هو لاعب كرة قدم أمريكية أمريكي، ولد في 21 أكتوبر 1969 في أتلانتا في الولايات المتحدة.

## وصلات خارجية
- مو لويس على موقع مرجع كرة القدم المحترفة.كوم (الإنجليزية)